# Kópháza
Kópháza (em alemão: Kohlenhof; croata: Koljnof) é um município da Hungria, situado no condado de Győr-Moson-Sopron. Tem 8,73 km² de área e sua população em 2015 foi estimada em 2.081 habitantes.